# Saint Kitts
Saint Kitts (znana także pod nazwą Saint Christopher) – wyspa na Morzu Karaibskim, która wraz z sąsiednią wyspą Nevis tworzy państwo Saint Kitts i Nevis. Położona 2100 km na południowy wschód od Florydy.
Powierzchnia wyspy wynosi 168 km², zamieszkuje ją 30,3 tys. mieszk. (2000), głównie potomków wyzwolonych czarnych niewolników. Największym miastem wyspy jest Basseterre, stolica kraju. w środkowo-wschodniej części wyspy znajduje się Rezerwat Biosfery St. Mary’s. 
W okresie zlodowaceń, kiedy poziom morza był niższy o około 60 m, wyspa Saint Kitts tworzyła jeden ląd z pobliskimi wyspami Nevis, Sint Eustatius i Saba. Najwyższy szczyt wyspy to wulkaniczna góra Mount Liamuiga, wznosząca się na wysokość 1156 m n.p.m.

## Podział administracyjny
9 spośród 14 parafii, na które podzielone jest państwo, znajduje się na Saint Kitts:
1. Christ Church Nichola Town
2. Saint Anne Sandy Point
3. Saint George Basseterre
4. Saint John Capisterre
5. Saint Mary Cayon
6. Saint Paul Capisterre
7. Saint Peter Basseterre
8. Saint Thomas Middle Island
9. Trinity Palmetto Point